# Аделінде Корнеліссен
Аделінде Корнеліссен  (нід. Adelinde Cornelissen, 8 липня 1979) — нідерландська вершниця, олімпійська медалістка.

## Виступи на Олімпіадах
| Олімпіада   | Дисципліна        | Місце |
| ----------- | ----------------- | ----- |
| Лондон 2012 | виїздка, особисті | 2     |
| Лондон 2012 | виїздка, командні | 3     |